# Anna de Noailles
Anna de Noailles, właśc. Anna-Élisabeth de Noailles, z domu Bibesco Bassaraba de Brancovan (ur. 15 listopada 1876 w Paryżu, zm. 30 kwietnia 1933 tamże) – francuska poetka i pisarka pochodzenia rumuńskiego.

## Życiorys
Urodziła się w rodzinie rumuńskich bojarów Bibescu i Craiovești jako córka księcia Grigore Bibescu-Basaraba (syna wołoskiego księcia Jerzego Bibescu i księżniczki Zoe Brâncoveanu) oraz greckiej pianistki z arystokratycznej rodziny kreteńskiej, Raluki Moussouros, której Ignacy Paderewski dedykował wiele swoich kompozycji. W roku 1897 poślubiła Mathieu de Noailles (1873-1942), czwartego syna siódmego księcia de Noailles. W małżeństwie tym, zaliczanym do czołówki ówczesnej paryskiej socjety, przyszedł na świat syn Anne Jules (1900-1979).
Piękna, inteligentna i niezależna, brylowała w najsławniejszych ówczesnych salonach literackich Paryża. Zajmowała się krytyką literacką, współpracowała z prasą, była animatorką życia kulturalnego. W swoich pierwszych lirykach (L’ombre des jours – Cień dni, 1902) sławiła zmysłową radość istnienia. W późniejszych wierszach, w których pojawiają się już akcenty goryczy i melancholii, zastanawiała się nad sensem ludzkiej egzystencji i poszukiwała równowagi duchowej w obliczu śmierci (Éblouissements – Olśnienia, 1907; L’honneur de souffrir – Godność cierpienia, 1927). Mniejszym powodzeniem cieszyły się jej powieści (La nouvelle espérance – Nowa nadzieja, 1903; Les climats – Klimaty, 1924). W roku 1904 była jedną z inicjatorek utworzenia nagrody literackiej Prix Vie heureuse, późniejszej Prix Femina.
Za zasługi dla kultury francuskiej została uhonorowana – jako pierwsza kobieta w historii – komandorią Legii Honorowej. Na swojego członka powołała ją Królewska Belgijska Akademia Języka i Literatury Francuskiej, również jako pierwszą kobietę w historii. Akademia Francuska ustanowiła nagrodę na jej cześć.
Na polski jej wiersze tłumaczyli Maria Pawlikowska-Jasnorzewska, Jadwiga Dackiewicz i Ryszard Mierzejewski.